# 싸리버섯

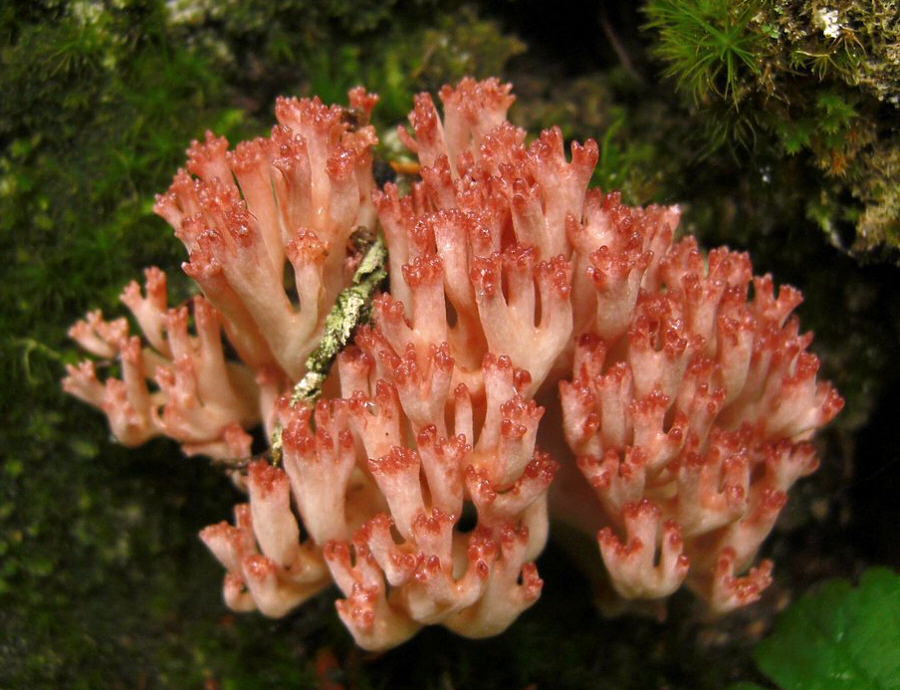

싸리버섯(Ramaria botrytis)은 싸리버섯과에 속하는 버섯으로 한국·동아시아·유럽 등 세계적으로 분포하는 식용버섯이다. 높이와 너비는 15 cm. 싸리버섯의 형태는 보통 버섯의 형태와는 달리 전체가 싸리비나 산호 모양을 하고 있다. 지름 3-5cm되는 굵고 흰 줄기에서부터 차츰 위쪽으로 가지를 치고, 선단부는 수많은 작은 가지가 밀집해 있다. 위에서 본 형태는 꽃양배추 모양이고, 가지 끝은 담자색 또는 담홍색이다. 포자는 긴 타원형이고, 표면에는 세로로 늘어선 주름모양의 희미한 줄무늬가 있다. 포자무늬는 황토색이다. 균사는 활엽수의 뿌리에 붙어 공생하고, 늦여름부터 가을에 걸쳐 자실체가 땅 위로 솟는다. 이와 비슷한 붉은싸리버섯과 노란싸리버섯은 독버섯이므로 조심해야 한다.